# Ellen Brandes
Ellen Eugenie Brandes-de Lestrieux Hendrichs (Boskoop, 18 mei 1928 – Vreeland, 11 mei 2008) was een Nederlands landschapsarchitect.

## Opleiding
Ellen Brandes volgde in 1945-46 de tuinbouwopleiding voor meisjes op Huis te Lande in Rijswijk. Daarna studeerde ze twee jaar in de Gartenbauschule in Niederlenz, Zwitserland. Na haar terugkeer volgde ze hoorcolleges in Wageningen bij Jan Bijhouwer; maar ze kon hier geen tentamen doen omdat ze geen bèta-achtergrond had. Vervolgens studeerde ze aan de Landbouwschool te Boskoop.

## Werk
Na een praktijkjaar (1952-1953) bij de gemeente plantsoenendienst in Leiden werkte Brandes van 1953 tot 1958 als assistent bij de architectenbureaus van Mien Ruys en Hans Warnau. In die periode raakte ze geïnteresserd in het werk van twee moderne internationale landschapsarchitecten: de Italiaan Pietro Porcinai, en de Deense kunstenaar-landschapsarchitect Eywin Langkilde. Bij die laatste, in Kopenhagen, bracht ze in 1958 een aantal maanden door. Ellen Brandes werd hier sterk beïnvloed door de Deense tekentechniek en ontwerpstijl; dit betekende een keerpunt in haar werk. Vanuit Kopenhagen deed Brandes onder een schuilnaam ("Alin") mee met een prijsvraag van de Bond van Nederlandse Tuinarchitecten; met haar ontwerp voor een "echte Deense tuin" werd ze de winnaar.
Een nieuwe fase in Brandes' loopbaan startte in 1960 toen Nico de Jonge, hoofd van de ontwerpafdeling van Staatsbosbeheer, haar in dienst nam. Samen met De Jonge werkte ze onder andere aan de beplantingsplannen van de Deltawerken en de Zuiderzeepolders. Hun ontwerpstijl was monumentaal en expressief. De vernieuwende manier van tekenen van Brandes - met grote vlakken in krijt, en weggegumde paden - werd het handschrift van Staatsbosbeheer en vond zijn weg naar studies en publicaties over landschapsontwerp in de jaren 1960.
In 1982 ging ze vervolgens werken bij de provincie Zuid-Holland, waar ze onder andere het recreatiegebied Mallebos in Spijkenisse ontwierp. 
Ze werkte onder meer aan de volgende projecten:
- circa 1961, bij Staatsbosbeheer: ontwerpen voor reconstructieplan Schouwen-Duiveland.
- 1965-1970, bij Staatsbosbeheer: Vlakenhoek, Willemstad, met Nico de Jonge: boscomplexen nabij de Volkeraksluizen.
- 1975-1980, bij Staatsbosbeheer: natuurbescherming en recreatie Alblasserwaard, met als resultaat o.a. het Alblasserbos. Met Rien van den Berg en Jan de Boer.

## Varia
Ellen Brandes is een nicht van tuinauteur Elisabeth de Lestrieux.